# Xaibànides
|  | Aquest article tracta sobre la dinastia xaibànida d'Armènia, Jazira, Diyar Rabia i Diyar Bakr. Si cerqueu altres dinasties amb el mateix nom, vegeu «Xaibànides (desambiguació)». |

Els xaibànides foren una dinastia (dinastia xaibànida) originada en la tribu àrab del Banu Xayban, que vivia al Najd, i que tingueren com ancestre a Bakr ibn Wàïl ibn Khalikan.
Sota el califa Úmar ibn al-Khattab el xaybànida al-Muthanna ben Haritha, va participar en la conquesta d'Iraq. Els Banu Xayban es van establir llavors a la Jazira, al Diyar Rabia i al Diyar Bakr, i una part també a Armènia i a l'Azerbaidjan.
El 697 el cap kharigita Shahib ben Yazid ben Nuaym aix-Xaybani va poder reunir un grup de membres dels Banu Xayban, amb els quals va atacar Kufa. Un altre shaybànida, ad-Dahhak ibn Qays aix-Xaybani, va dirigir una altra revolta kharigita a Kufa el 745.
Man ben Zaida al Xaybani per al contrari va combatre als kharigites i va obtenir el perdó del califa Al-Mansur, però després va morir en la lluita. El mawla del Banu Xayban, Isa, es va revoltar amb alguns membres de la tribu contra el califa Al-Mansur, però fou derrotat i mort per Ziyad ben Mushkan de la tribu dels Banu Mazin.
El califa Al-Amin va tenir com a general al cap dels Banu Xayban de Diyar Rabia, Àhmad ibn Mazyad aix-Xaybani.

## Xaybanides d'Armènia i Jazira (Diyar Bakr i algunes zones de Diyar Ràbia)
El primer shaybànida que fou nomenat governador (ostikan) d'Armènia fou el germà de l'anterior, Yazid ibn Màzyad aix-Xaybaní, nebot de Man ben Zaida, que va exercir el càrrec dues vegades sota Harun al-Rashid (786-809) quan encara la política oficial era colonitzar armènia amb àrabs. Fou governador d'Armènia i l'Azerbaidjan, on va combatre als khurramiyya, i el 795, després de governar Armènia, fou enviat a sufocar la revolta del cap kharigita 'al-Walid ben Tarif aix-Xaybani, membre de la seva pròpia tribu, que al front d'un exèrcit s'havia revoltat a la regió de Mebin i causava dificultats a les forces califals. Yazid el va enfrontar en batalla i va aconseguir matar el seu parent. Coincidint amb un atac khàzar fou nomenat governador d'Armènia (per segona vegada) i de l'Azerbaidjan (799) i va aconseguir expulsar els khàzars. En temps del califa al-Hadi va participar en la lluita contra el rebel persa Wandad-Hurmuzd al Tabaristan. Va morir el 801.
Yazid va establir molts àrabs del grup rabia, més que del grup bakr (o sigui shaybànides) durant el seu primer govern (787-788) fins a formar una majoria de població. Es creu que aquestes colònies es van establir tant a Armènia com a Xirvan on descendents de Yazid es van crear un principat hereditari al segle ix. Joan V de Draskhanakert, més conegut con Joan el Catolicós (899-931), diu que Yazid, en el seu govern, va robar a les esglésies armènies.
Mort Yazid el 801 li va succeir en el seu govern el seu fill Asad ben Yazid, que també va rebre el govern de Mossul i el 802 o 803 va exercir el govern un altre fill (germà d'Asad) Muhàmmad ibn Yazid. Aquest es va establir a la fortalesa de Shamakhi al Xirvan, des de on va governar, i a la part oriental d'Aghuània es va crear de fet un domini hereditari. El califa al-Amin va tornar a nomenar governador d'Armènia a Asad ben Yazid coincidint amb la revolta dels anomenats "conqueridors" (mutaghalliba, descendents dels primers àrabs establerts a la zona) a Ibèria, Yahya ben Said (àlies Kawkal al-Subh o Estel de Matinada) i Ismail ben Shuaib. Asad va poder capturar als rebels però com que després els va alliberar, fou destituït del càrrec de governador.
El tercer fill de Yazid, Khàlid ibn Yazid ibn Maziyad, conegut també com a Mukhalid, va lluitar contra Ubayd-Al·lah ibn as-Sari a Egipte el 812 o 813; va exercir per quatre vegades com a governador d'Armènia; la primera a l'inici del califat d'al-Mamun (813); en aquest govern va tenir bones relacions amb els nakharark i va acceptar regals d'ells; la segona vegada (828-833) va combatre una rebel·lió a Armènia dirigida pel qaysita de Manazkert Sawada o Sevada ben Abd al-Hamid al-Djahhafi i va lluitar contra el rebel ibèric Muhàmmad ben Attabi (que es va sotmetre) i contra Yazid ben Husn a Naxçıvan. Fou igual de dur contra els armenis que contra els mutaghalliba. Son germà Abdallah ben Yazid ben Maziyad va dirigir una expedició a Al-Gharbiyya (Egipte) el 831 o 832. El 841 Khalid fou nomenat governador per tercera vegada pel califa Al-Mútassim, però la seva arribada va provocar la revolta al país i fou cridat immediatament. No obstant el califa al-Wathik (842-845) el va nomenar per quarta vegada i es va presentar amb un exèrcit amb el que va sufocar qualsevol intent de revolta. Va morir a Dvin i fou enterrat en aquesta ciutat.
El va succeir el seu fill Muhàmmad ibn Khàlid. Va combatre contra els rebels armenis i contra els tsanars (lazes) i especialment contra el rebel emir de Tiflis Ishaq ibn Ismaïl ibn Xuaib. El seu germà Hàytham fou emir de Xirvan i va agafar el títol de xirwanxah (shirvanshah). Els seus descendents van governar el país i foren coneguts com la dinastia Mazyàdida del Xirvan, sent independents formalment del 861 al 1027 quan foren substituïts per la dinastia kesrànida de Xirvan. Muhàmmad romania al seu domini del Duyar Bakr però fou nomenat governador d'Armènia després de l'expedició de Bugha al-Kabir (857). Fou després altre cop governador, i per tercera vegada el 878. En aquesta darrera ocasió va fer aliança amb l'emir de l'Apahunik, Abu-l Ward, contra el príncep Asoci I el Gran (857-890), però va fracassar i pel contrari fou Asoci el que el va acabar expulsant d'Armènia, on fou el darrer governador àrab i shaybànida.
Els shaybànides van conservar el Duyar Bakr. A la meitat del segle ix el poder a la regió va passar a una nova branca que va conservar el poder fins a mitjan segle x, destacant Issa ibn Xaykh ibn as-Salil aix-Xaybani, el primer de la branca que va governar Djazira i Diyar Bakr havent estat nomenat pel califa vers el 870, que després fou, primer governador de Síria i després enviat com a governador a Armènia (govern que s'hauria produït vers el 871, abans del tercer govern de Muhàmmad ibn Khàlid el 878) en ser cridat pels musulmans d'Armènia, i també de l'Azerbaidjan. Fou enderrocat el 877 o el 878 en el govern de l'Azerbaidjan pel seu lloctinent Muhammad al-Yemení, i aleshores el càrrec d'ostikan d'Armènia fou donat a Muhàmmad ibn Khàlid al que va substituir Ishaq ibn Kundajik governador de Mosul. Isa va morir el 882 o 883 conservant només la Djazira amb el Diyar Bakr. El govern de la Djazira i Diyar Bakr fou reconegut pel califa al seu fill Àhmad ibn Isa ibn Xaykh aix-Xaybaní, que va rebre el nominal govern d'Armènia (883-886) i va intentar sotmetre a la casa zuràdida d'Arzèn i fins i tot va planejar destruir el nou regne d'Armènia, però fou derrotat per forces del califa i va perdre gairebé totes les seves possessions al Diyar Bakr i va morir el 898.
El seu fill Muhàmmad ibn Àhmad ibn Issa aix-Xaybaní el va succeir com emir de Jazira i Diyar Bakr, però uns mesos després li foren arrabassats per ordre del califa. Muhammad fou assignat a residència i després empresonat a Bagdad.

## Emirs xaibànides
- Yazid ivbn Màzyad aix-Xaybaní, governador a Armènia i l'Azerbaidjan mort el 801
- Ahmad ibn Màzyad aix-Xaybaní, governador de Diyar Rabia vers 809-813
- Khalid ibn Yazid ibn Maziyad, governador d'Armènia 813, 828-833, 841 i 842-845
- Issa ibn Xaykh aix-Xaybaní, de Jazira i Diyar Bakr 870-883 (d'Armènia i l'Azerbaidjan vers 871-878)
- Àhmad ibn Issa ibn Xaykh aix-Xaybaní, de Jazira i Diyar Bakr 883-898 (governador nominal d'Armènia 883-886)
- Muhàmmad ibn Àhmad ibn Issa aix-Xaybaní, 898-899